# State (album)
Pour les articles homonymes, voir State.
Albums de Todd Rundgren
(re)Production
(2011) Global
(2015)
State est un album de Todd Rundgren sorti en 2013. Il l'a entièrement écrit, joué et chanté seul, à l'exception de la chanson Something from Nothing sur laquelle apparaît la chanteuse Rachel Haden.

## Titres
Toutes les chansons sont écrites et composées par Todd Rundgren.
| 1.    | Imagination            | 8:10 |
| 2.    | Serious                | 4:13 |
| 3.    | In My Mouth            | 4:16 |
| 4.    | Ping Me                | 4:40 |
| 5.    | Angry Bird             | 4:18 |
| 6.    | Smoke                  | 5:48 |
| 7.    | Collide-A-Scope        | 5:19 |
| 8.    | Something from Nothing | 4:23 |
| 9.    | Party Liquor           | 4:17 |
| 10.   | Sir Reality            | 6:22 |
| 51:46 |                        |      |